# Grammy Award for Best Score Soundtrack for Video Games and Other Interactive Media
Der Grammy Award for Best Score Soundtrack for Video Games and Other Interactive Media, auf Deutsch „Grammy-Auszeichnung für den besten komponierten Soundtrack für Videospiele und andere interaktive Medien“, ist ein Musikpreis im Rahmen der Grammy Awards, der seit 2023 von der amerikanischen Recording Academy verliehen wird. Ausgezeichnet werden Komponisten, die einen vollständigen Soundtrack für ein Computerspiel oder ein ähnliches interaktives Medium geschrieben haben.

## Geschichte und Hintergrund
Bereits bei der zweiten Verleihung der Grammy Awards im Jahr 1960 wurde eine Kategorie für Soundtrackalben für Kino- und Fernsehfilme eingeführt. Als Reaktion auf die technische Entwicklung im Computer- und Digitalbereich wurde sie 2001 um andere visuelle Medien („other visual media“) erweitert und 2012 allgemein in „visuelle Medien“ umbenannt. Allerdings gab es in der Zeit nur eine einzige Nominierung eines Soundtracks der neuen Medien, obwohl Computerspielmusik immer anspruchsvoller und beliebter und ein wichtiger Teil des Marketings wurde. In der Corona-Zeit ab 2020 gewannen Computerspiele noch einmal an Bedeutung und der Umsatz weltweit stieg auf 200 Milliarden Euro. Deshalb wurde 2023 die Konkurrenz zu Film- und Fernsehsoundtracks aufgelöst und Videospiele und ähnliche Medien (genannt sind AR, VR und tragbare Medien) bekamen eine eigene Kategorie. Die Trennung gilt nur für vollständige Soundtrackalben mit eigens für das Spiel bzw. das Medium komponierten Musikstücken. Die Kategorien für Kompilationssoundtracks bzw. für einzelne Musikstücke beziehen sich weiterhin auf visuelle Medien allgemein inklusive Film und Fernsehen.
Folgende Kriterien gelten für die Soundtracks dieser Kategorie:
- sie müssen überwiegend aus Neukompositionen bestehen
- sie müssen für die Verwendung im oder als Begleitung zum Spiel/Medium geschrieben sein
  - mindestens zwei Drittel der Musikstücke müssen während des Spiels oder im Spiel ablaufenden Filmen eingesetzt worden sein
  - Stimmenuntermalung (keine Lieder) kann zum Soundtrack hinzugerechnet werden
  - die Verwendung gilt auch für zum Spiel gehörende Erweiterungen und Downloadable Content

Der Preis ist in erster Linie eine Auszeichnung für den Komponisten bzw. bei mehreren Komponisten diejenigen, die für mindestens ein Drittel der Spielzeit verantwortlich sind. Darüber hinaus erhalten auch die Produzenten, Techniker und Mixer mit entsprechender Beteiligung eine Trophäe. Beteiligte mit einem geringeren Anteil erhalten eine Urkunde.
Mit Stephanie Economou gewann eine Newcomerin in der Computerspielbranche die erste Auszeichnung 2023 für ihre Musik zu Assassin’s Creed Valhalla: Dawn of Rangnarök.

## Gewinner und Nominierte
| Jahr                 | Soundtrack / Komponisten                                            | Produzenten (P) / Techniker (T)                                                              | Nominierte | Bild des/der Gewinner(s) |
| -------------------- | ------------------------------------------------------------------- | -------------------------------------------------------------------------------------------- | --- | ------------------------ |
| 2023 5. Februar 2023 | Assassin’s Creed Valhalla: Dawn of Ragnarök von Stephanie Economou  | Stephanie Economou (P), Scott Michael Smith (T)                                              | - Aliens: Fireteam Elite von Austin Wintory - Call of Duty: Vanguard von Bear McCreary - Marvel’s Guardians of the Galaxy von Richard Jacques - Old World von Christopher Tin                                                                     |                          |
| 2024 4. Februar 2024 | Star Wars Jedi: Survivor von Stephen Barton & Gordy Haab /          | Stephen Barton (P), Steve Schnur (P), Gordy Haab (P), Nick Laviers (P), Alan Meyerson (P, T) | - Call Of Duty®: Modern Warfare II von Sarah Schachner - God of War Ragnarök von Bear McCreary - Hogwarts Legacy von Peter Murray, J. Scott Rakozy & Chuck E. Myers - Stray Gods: The Roleplaying Musical von Jess Serro, Tripod & Austin Wintory |                          |
| 2025 2. Februar 2025 | Wizardry: Proving Grounds of the Mad Overlord von Winifred Phillips |                                                                                              | - Avatar: Frontiers of Pandora von Pinar Toprak - God of War Ragnarök: Valhalla von Bear McCreary - Marvel’s Spider-Man 2 von John Paesano - Star Wars Outlaws von Wilbert Roget II                                                               |                          |